# Wagenberg

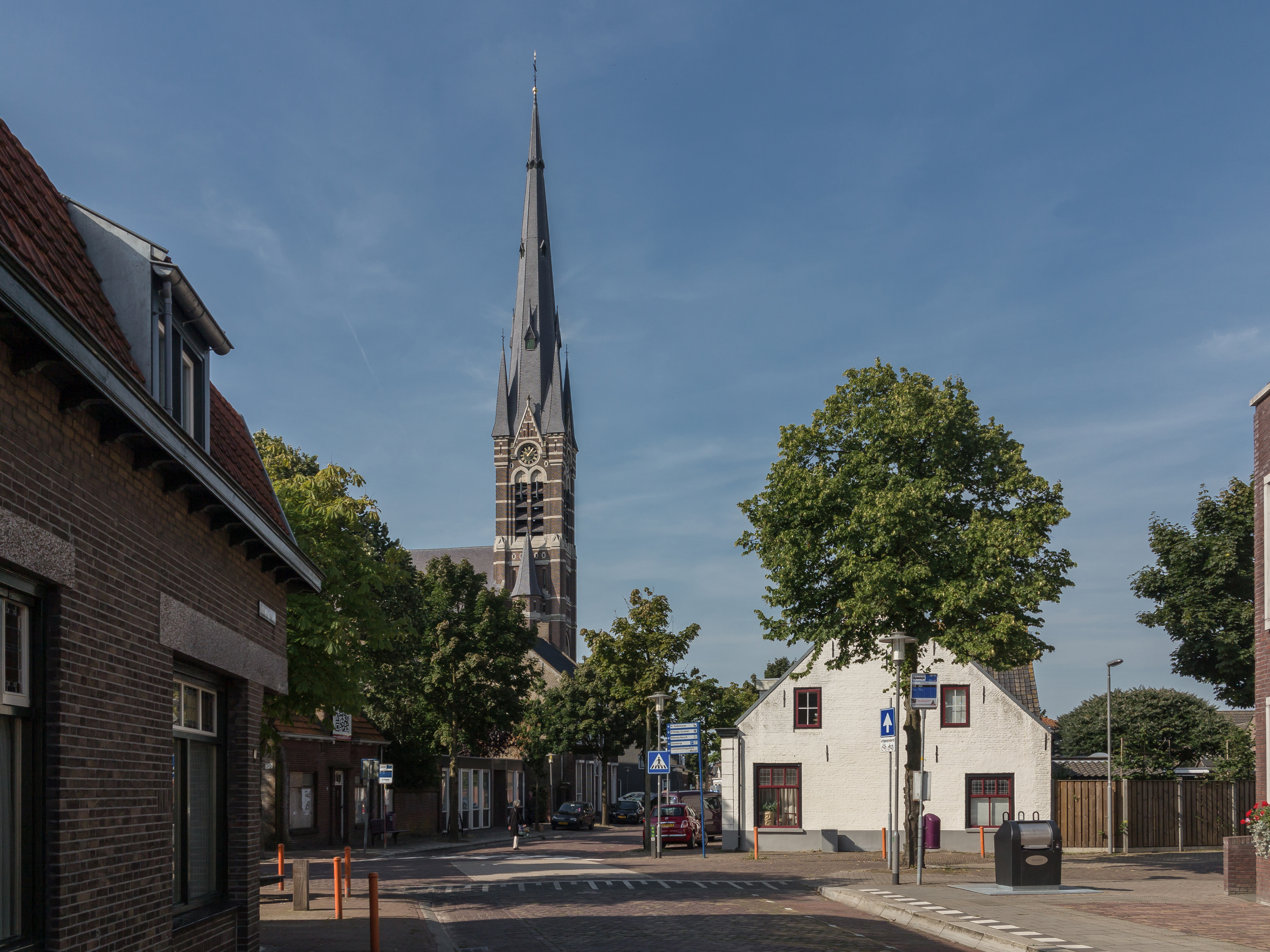
Église: de Sint Gummaruskerk

Wagenberg est un village situé dans la commune néerlandaise de Drimmelen, dans la province du Brabant-Septentrional. Le 1er janvier 2007, le village comptait 2 195 habitants.

## Personnalités
- Michel van de Korput, footballeur néerlandais